# Ernest Kan
Ernest Kan, geboren als Ernst Kahn (* 14. Juli 1922 in Berlin; † 2. Februar 2014) war ein lettisch-amerikanischer Überlebender des Holocaust. Er war in der Erinnerungs- und Gedenkarbeit an den Holocaust aktiv.

## Leben
Er wurde 1922 als Ernst Kahn in Berlin geboren. Seine Eltern waren die lettischen Staatsbürger Rosie und Marcus Kahn. Sie waren 1920 vor der russischen Revolution nach Deutschland geflohen, hatten dann aber die lettische Staatsbürgerschaft angenommen. Die jüdische Familie lebte in der Solinger Straße 8 in Berlin-Moabit. Ab Sommer 1928 besuchte er die dortige 231. Gemeindeschule und wechselte im April 1932 auf die Menzel-Oberrealschule. Am 11. November 1938 wurde er als letzter jüdischer Schüler seiner Klasse der Schule verwiesen. Nachdem der Vater wegen des Vorwurfs der angeblichen Verfälschung eines Lotterieloses kurz inhaftiert, letztlich aber nur zu einer geringen Geldstrafe verurteilt worden war, wanderte die Familie Kahn wieder nach Lettland aus. Die Familie lebte in Riga. Ernst Kahn hatte aufgrund seiner fehlenden Lettisch-Kenntnisse Probleme eine Arbeit zu finden und begann dann bei Ford als Mechaniker zu arbeiten.
Im Sommer 1941 besetzten deutsche Truppen Lettland. Die Wohnung der Familie Kahn wurde von der Feldzeitung „Die Front“ besetzt, sodass die Familie mit in ein Hinterhaus ziehen musste. Ernst Kahn und sein Vater mussten für die deutschen Besatzer im Vorderhaus und für die Zeitung Arbeiten erledigen. Dabei ergab sich ein gutes Verhältnis zu dem kommandierenden Offizier Hans Eckensberger. Eckensberger rettete der Familie und den jüdischen Nachbarn schließlich das Leben: Als die SS die Bewohner brutal abtransportieren wollte, griff er mit gezogener Waffe ein und verlangte erfolgreich die Herausgabe der seiner Zeitung zugeordneten Juden. Letztlich musste die Familie Kahn dann jedoch ins Ghetto Riga ziehen. Ernst Kahn arbeitete außerhalb des Ghettos als Automechaniker an Fahrzeugen der SS. Am 30. November 1941 wurde das Ghetto geräumt, um Platz für aus Deutschland vertriebene Juden zu machen. 15.000 lettische Juden wurden durch die lettische SS unter Aufsicht der deutschen SS umgebracht. Eine zweite Ermordungswelle, der 12.000 Menschen zum Opfer fielen, erfolgte am 8. Dezember 1941. Darunter war auch Rosie Kahn, Ernst Kahns Mutter. Während Ernst in das KZ Kaiserwald kam, blieb sein Vater im Ghetto und wurde vermutlich später in einem Vernichtungslager ermordet. Bis 1944 lebte Ernst Kahn unter schlimmsten Bedingungen im KZ Kaiserwald. Aufgrund des Heranrückens sowjetischer Truppen wurde das KZ aufgelöst. Per Schiff wurde Kahn im Oktober 1944 nach Danzig und von dort in das KZ Stutthof gebracht. Die Bedingungen waren noch katastrophaler als im KZ Kaiserwald. Insbesondere gab es keine auch nur annähernd für die harten Winterbedingungen ausreichende Kleidung, obwohl tagsüber der Aufenthalt im Freien Pflicht war.
Nach drei Wochen wurde er als noch arbeitsfähig eingestuft und per Zug mit anderen Gefangenen nach Magdeburg transportiert. Er wurde in ein Außenlager des KZ Buchenwalds gebracht und musste in den Munition herstellenden Polte-Werken arbeiten, wo er in Zwölf-Stunden-Schichten für die Wartung von Förderbändern zuständig war. Wegen eines Diebstahls von Zuckerrüben wurde er schwer mit einem Holzscheit geschlagen, wodurch er eine bleibende Wirbelverletzung erlitt. Wiederholt sabotierte er durch kleine Fehler Förderbänder, blieb dabei jedoch unentdeckt.
Angesichts der auf Magdeburg vorrückenden US-amerikanischen Truppen wurden die Gefangenen zu einem Marsch zusammengestellt. In dem Durcheinander gelang es Kahn mit zwei Mitgefangenen auf das Gelände der durch Luftangriffe schwer zerstörten Polte-Fabrik zu fliehen; er versteckte sich auf einem Dachboden und zog dort gefundene deutsche Overalls an. Am nächsten Morgen wurden sie jedoch von SS-Leuten gefunden und zu anderen Gefangenen auf einen Hof getrieben. Von dort wurde jeweils eine kleine Gruppe mit einem Kleinlaster abgeholt, der jedoch kurze Zeit später wieder leer zurückkehrte. Er schloss daraus, dass sie alle exekutiert wurden. In diesem Moment setzte jedoch ein weiterer Luftangriff ein. Kahn wurde mit Mithäftlingen eingeschlossen. Während des Luftangriffs fiel ihm auf, dass die Tür unverschlossen war. Möglicherweise hatte der Luftdruck eines Bombeneinschlags oder aber ein mitleidiger Bewacher die Tür geöffnet. Kahn rannte mit drei seiner Mitgefangenen durch den Luftangriff und versteckte sich in einem Aufzugsschacht. Nach einiger Zeit erreichten US-amerikanische Truppen das Werk und befreiten Kahn und seine Mitgefangenen. 
Kahn verließ danach mit einem Zug gemeinsam mit einigen Belgiern und Franzosen Deutschland in Richtung Brüssel. Aufgrund seiner guten Deutschkenntnisse wurde er auf der Fahrt von belgischen Polizisten als flüchtender SS-Mann verdächtigt. Erschwerend kam hinzu, dass Kahn an der Stelle, an der SS-Angehörige eine Blutgruppentätowierung hatten, eine Verletzung hatte, die er sich im KZ Kaiserwald zugezogen hatte. Nach einer 24-stündigen Überprüfung konnte er jedoch weiter fahren. In Brüssel angekommen, konnte er sich aufgrund seiner ebenfalls guten Französischkenntnisse gut verständigen und bemühte sich um neue Papiere, um in die USA auszureisen, wo ein Onkel von ihm lebte. Insgesamt benötigte er zwei Jahre, bis er 1947 in die USA weiterreisen konnte. Im Zuge der Neubeantragung seiner Papiere änderte er seinen Namen in Ernest Kan. Kan sprach durch seine Schulausbildung auch bereits gut Englisch und fand in den USA schon nach einer Woche eine Anstellung. 1948 heiratete er seine Frau Ana, eine Tochter deutscher Eltern. Er wurde dreifacher Vater.
Ab 1998 betätigte sich Kan als Zeitzeuge des Holocausts. Er hielt unter anderem Vorträge an der University of Florida und wirkte als Schülerbetreuer im Schulbezirk von Palm Beach. Er besuchte in diesem Zusammenhang auch mehrfach Deutschland, so 2003 und 2005. So hielt er sich anlässlich des 60. Jahrestags der Befreiung in Magdeburg auf und trug sich am 18. April 2005 mit seiner Ehefrau in das Goldene Buch der Stadt Magdeburg ein.
Ernest Kan starb am 2. Februar 2014 im Alter von 91 Jahren.